# Argenteuil (circonscription provinciale)
Pour les articles homonymes, voir Argenteuil.
Argenteuil est une circonscription électorale provinciale du Québec. Elle est située dans la région administrative des Laurentides. 
Circonscription électorale provinciale du Canada
La circonscription était partagée entre le Parti libéral du Québec et le Parti conservateur du Québec jusqu'en 1948. Considérée comme un château fort libéral, la circonscription a constamment fait élire des députés de ce parti entre 1966 et 2012. C'était en particulier la circonscription du chef libéral Claude Ryan. 

## Historique
Le district électoral d'Argenteuil a été créé comme circonscription du Canada-Uni en 1853. Au retour des élections provinciales à la confédération de 1867, le district conserve ses frontières pour devenir une des 65 circonscriptions provinciales québécoises. Elle est modifiée en 1972 en prenant des électeurs de la circonscription de Papineau. Puis, en 1980, elle est agrandie de nouveau en prenant 10 306 électeurs à la circonscription de Deux-Montagnes. Elle est modifiée une autre fois en 2001 mais reste identique en 2011 et en 2017.

## Territoire et limites
La superficie de la circonscription est de 2 040,36 km2 et sa population était, en 2011 de 56 080 personnes. La circonscription comprend les municipalités suivantes :
- Arundel
- Barkmere
- Brownsburg-Chatham
- Gore
- Grenville
- Grenville-sur-la-Rouge
- Harrington
- Lac-des-Seize-Îles
- Lachute
- Mille-Isles
- Montcalm
- Morin-Heights
- Saint-Adolphe-d'Howard
- Saint-André-d'Argenteuil
- Saint-Colomban
- Wentworth
- Wentworth-Nord

## Liste des députés

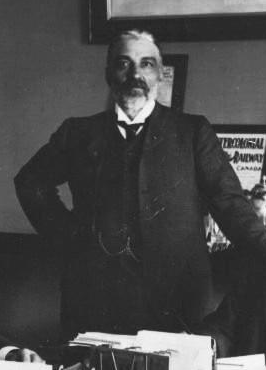
William Alexander Weir est député du Parti libéral du Québec de 1897 à 1910.

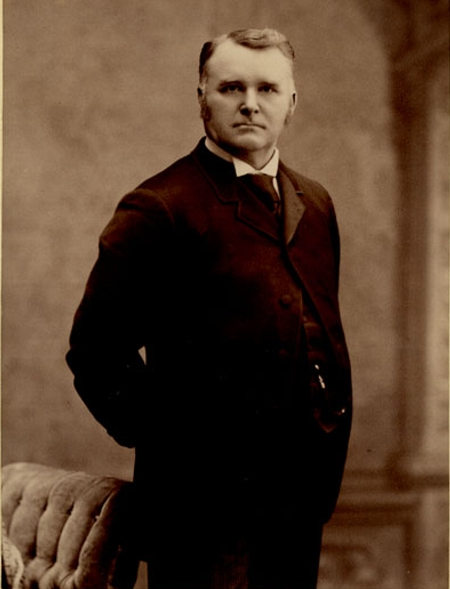
William Owens est député du Parti libéral du Québec de 1881 à 1892.

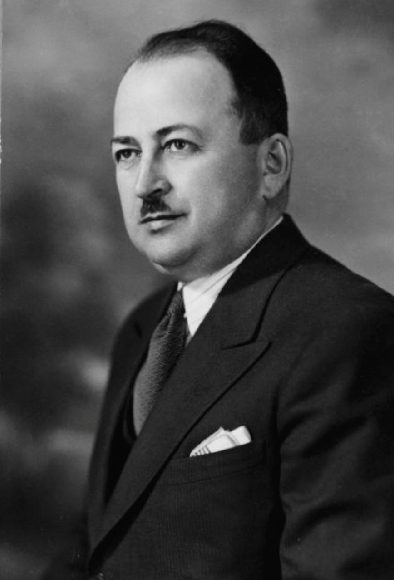
Georges-Étienne Dansereau est député du Parti libéral du Québec de 1935 à 1948.

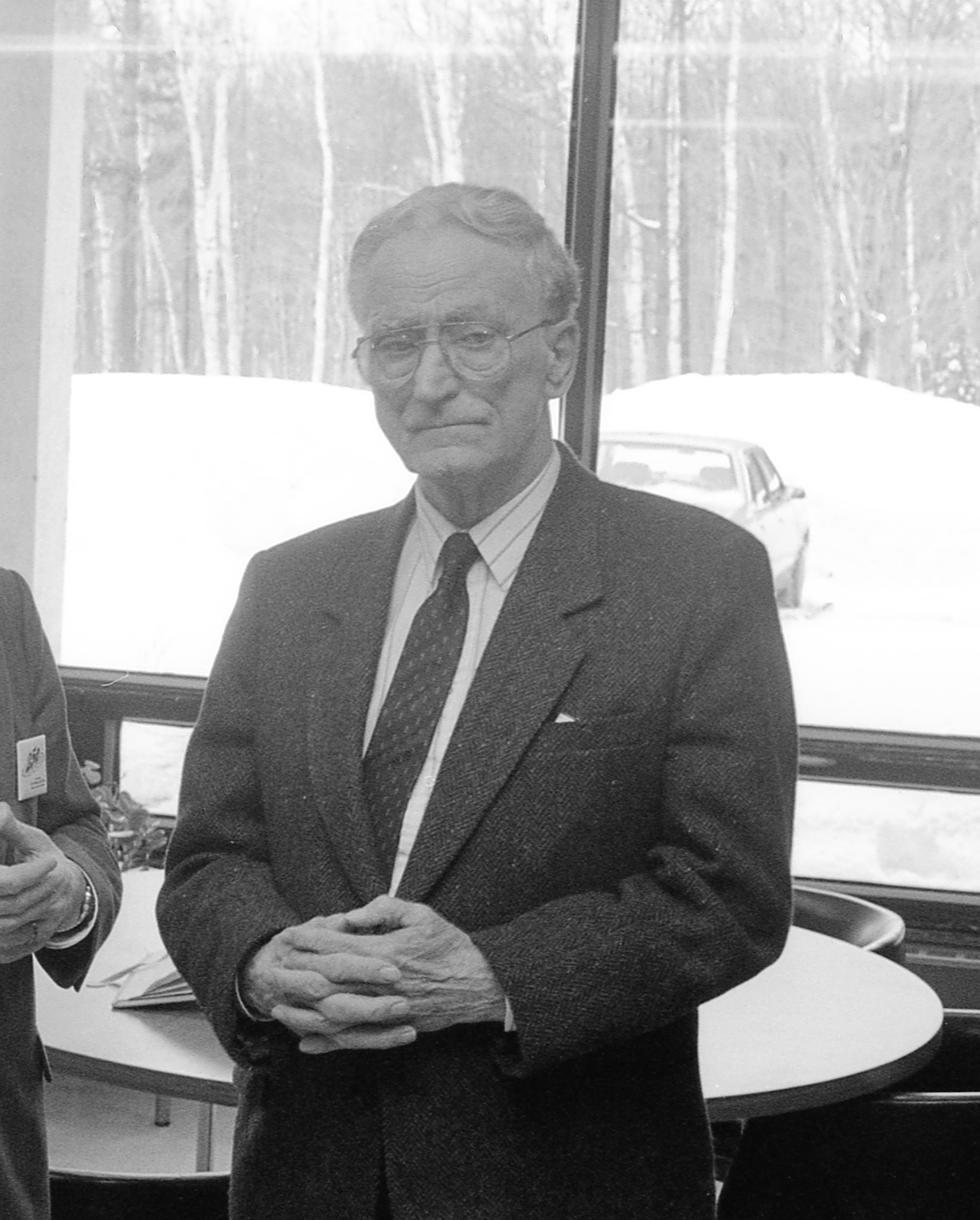
Claude Ryan est député, de 1979 à 1994, et chef du Parti libéral du Québec de 1979 à 1982.

| Années | Années      | Député                     | Parti            |
| ------ | ----------- | -------------------------- | ---------------- |
|        | 1867 - 1871 | Sydney Robert Bellingham   | Conservateur     |
|        | 1871 - 1875 | Sydney Robert Bellingham   | Conservateur     |
|        | 1875 - 1878 | Sydney Robert Bellingham   | Conservateur     |
|        | 1878 - 1881 | Robert Greenshields Meikle | Libéral          |
|        | 1881 - 1886 | William Owens              | Conservateur     |
|        | 1886 - 1890 | William Owens              | Conservateur     |
|        | 1890 - 1892 | William Owens              | Conservateur     |
|        | 1892 - 1897 | William John Simpson       | Conservateur     |
|        | 1897 - 1900 | William Alexander Weir     | Libéral          |
|        | 1900 - 1904 | William Alexander Weir     | Libéral          |
|        | 1904 - 1906 | William Alexander Weir     | Libéral          |
|        | 1906 - 1908 | William Alexander Weir     | Libéral          |
|        | 1908 - 1910 | William Alexander Weir     | Libéral          |
|        | 1910 - 1912 | John Hay                   | Libéral          |
|        | 1912 - 1916 | Harry Slater               | Conservateur     |
|        | 1916 - 1919 | John Hay                   | Libéral          |
|        | 1919 - 1923 | John Hay                   | Libéral          |
|        | 1923 - 1925 | John Hay                   | Libéral          |
|        | 1925 - 1927 | Joseph-Léon Saint-Jacques  | Conservateur     |
|        | 1927 - 1931 | Georges Dansereau          | Libéral          |
|        | 1931 - 1935 | Georges Dansereau          | Libéral          |
|        | 1935 - 1936 | Georges-Étienne Dansereau  | Libéral          |
|        | 1936 - 1939 | Georges-Étienne Dansereau  | Libéral          |
|        | 1939 - 1944 | Georges-Étienne Dansereau  | Libéral          |
|        | 1944 - 1948 | Georges-Étienne Dansereau  | Libéral          |
|        | 1948 - 1952 | William McOuat Cottingham  | Union nationale  |
|        | 1952 - 1956 | William McOuat Cottingham  | Union nationale  |
|        | 1956 - 1960 | William McOuat Cottingham  | Union nationale  |
|        | 1960 - 1962 | William McOuat Cottingham  | Union nationale  |
|        | 1962 - 1966 | William McOuat Cottingham  | Union nationale  |
|        | 1966 - 1970 | Zoël Saindon               | Libéral          |
|        | 1970 - 1973 | Zoël Saindon               | Libéral          |
|        | 1973 - 1976 | Zoël Saindon               | Libéral          |
|        | 1976 - 1979 | Zoël Saindon               | Libéral          |
|        | 1979 - 1981 | Claude Ryan                | Libéral          |
|        | 1981 - 1985 | Claude Ryan                | Libéral          |
|        | 1985 - 1989 | Claude Ryan                | Libéral          |
|        | 1989 - 1994 | Claude Ryan                | Libéral          |
|        | 1994 - 1998 | Régent Beaudet             | Libéral          |
|        | 1998        | David Whissell             | Libéral          |
|        | 1998 - 2003 | David Whissell             | Libéral          |
|        | 2003 - 2007 | David Whissell             | Libéral          |
|        | 2007 - 2008 | David Whissell             | Libéral          |
|        | 2008 - 2011 | David Whissell             | Libéral          |
|        | 2012        | Roland Richer              | Parti québécois  |
|        | 2012 - 2014 | Roland Richer              | Parti québécois  |
|        | 2014 - 2018 | Yves St-Denis              | Libéral          |
|        | 2014 - 2018 | Yves St-Denis              | Indépendant      |
|        | 2018 - 2022 | Agnès Grondin              | Coalition avenir |
|        | 2022 - ...  | Agnès Grondin              | Coalition avenir |

Légende : Les années en italiques indiquent les élections partielles.

## Résultats électoraux

### Évolution pour les principaux partis
| |
| - Parti libéral - Union nationale (ancien) - Parti québécois - Crédit social (ancien) - Égalité (ancien) - Action démocratique (ancien) - Québec solidaire - Coalition avenir - Parti conservateur |

### Résultats détaillés
|                                                                                               | Nom                      | Parti                    | Nombre de voix | %      | Maj.  |
| --------------------------------------------------------------------------------------------- | ------------------------ | ------------------------ | -------------- | ------ | ----- |
|                                                                                               | Agnès Grondin (sortante) | Coalition avenir         | 14 725         | 45,1 % | 9 434 |
|                                                                                               | François Girard          | Parti québécois          | 5 291          | 16,2 % | -     |
|                                                                                               | Karim Elayoubi           | Conservateur             | 4 807          | 14,7 % | -     |
|                                                                                               | Marcel Lachaine          | Québec solidaire         | 3 523          | 10,8 % | -     |
|                                                                                               | Philippe LeBel           | Libéral                  | 3 325          | 10,2 % | -     |
|                                                                                               | Jean Lalonde             | Parti canadien du Québec | 436            | 1,3 %  | -     |
|                                                                                               | Luis Alvarez             | Vert                     | 429            | 1,3 %  | -     |
|                                                                                               | Marie-Eve Milot          | Démocratie directe       | 113            | 0,3 %  | -     |
| Total                                                                                         | Total                    | Total                    | 32 649         | 100 %  |       |
| Le taux de participation lors de l'élection était de 64,2 % et 495 bulletins ont été rejetés. |                          |                          |                |        |       |

|                                                                                               | Nom                     | Parti               | Nombre de voix | %      | Maj.  |
| --------------------------------------------------------------------------------------------- | ----------------------- | ------------------- | -------------- | ------ | ----- |
|                                                                                               | Agnès Grondin           | Coalition avenir    | 11 848         | 38,9 % | 5 405 |
|                                                                                               | Patrick Côté            | Parti québécois     | 6 443          | 21,1 % | -     |
|                                                                                               | Bernard Bigras-Denis    | Libéral             | 5 306          | 17,4 % | -     |
|                                                                                               | Céline Lachapelle       | Québec solidaire    | 3 710          | 12,2 % | -     |
|                                                                                               | Yves St-Denis (sortant) | Indépendant         | 1 778          | 5,8 %  | -     |
|                                                                                               | Carole Thériault        | Vert                | 552            | 1,8 %  | -     |
|                                                                                               | Sherwin Edwards         | Conservateur        | 472            | 1,5 %  | -     |
|                                                                                               | Stéphanie Boyer         | Parti libre         | 233            | 0,8 %  | -     |
|                                                                                               | Louise Wiseman          | Citoyens au pouvoir | 135            | 0,4 %  | -     |
| Total                                                                                         | Total                   | Total               | 30 477         | 100 %  |       |
| Le taux de participation lors de l'élection était de 65,3 % et 457 bulletins ont été rejetés. |                         |                     |                |        |       |

|                                                                                               | Nom                     | Parti              | Nombre de voix | %      | Maj.  |
| --------------------------------------------------------------------------------------------- | ----------------------- | ------------------ | -------------- | ------ | ----- |
|                                                                                               | Yves St-Denis           | Libéral            | 11 676         | 38,2 % | 1 965 |
|                                                                                               | Roland Richer (sortant) | Parti québécois    | 9 711          | 31,8 % | -     |
|                                                                                               | Nicole Chouinard        | Coalition avenir   | 7 212          | 23,6 % | -     |
|                                                                                               | Clotilde Bertrand       | Québec solidaire   | 1 395          | 4,6 %  | -     |
|                                                                                               | Rouge Lefebvre          | Vert               | 370            | 1,2 %  | -     |
|                                                                                               | Samuel Cloutier         | Option nationale   | 112            | 0,4 %  | -     |
|                                                                                               | Serge Dupré             | Mon pays le Québec | 51             | 0,2 %  | -     |
| Total                                                                                         | Total                   | Total              | 30 527         | 100 %  |       |
| Le taux de participation lors de l'élection était de 68,9 % et 444 bulletins ont été rejetés. |                         |                    |                |        |       |

|                                                                                               | Nom                     | Parti            | Nombre de voix | %      | Maj.  |
| --------------------------------------------------------------------------------------------- | ----------------------- | ---------------- | -------------- | ------ | ----- |
|                                                                                               | Roland Richer (sortant) | Parti québécois  | 12 449         | 38,5 % | 3 062 |
|                                                                                               | Lise Proulx             | Libéral          | 9 387          | 29 %   | -     |
|                                                                                               | Mario Laframboise       | Coalition avenir | 8 564          | 26,5 % | -     |
|                                                                                               | Yvan Zanetti            | Québec solidaire | 855            | 2,6 %  | -     |
|                                                                                               | Stephen Matthews        | Vert             | 653            | 2 %    | -     |
|                                                                                               | Patrick Sabourin        | Option nationale | 409            | 1,3 %  | -     |
| Total                                                                                         | Total                   | Total            | 32 317         | 100 %  |       |
| Le taux de participation lors de l'élection était de 74,3 % et 314 bulletins ont été rejetés. |                         |                  |                |        |       |

|                                                                                               | Nom               | Parti              | Nombre de voix | %      | Maj. |
| --------------------------------------------------------------------------------------------- | ----------------- | ------------------ | -------------- | ------ | ---- |
|                                                                                               | Roland Richer     | Parti québécois    | 6 631          | 36,4 % | 593  |
|                                                                                               | Lise Proulx       | Libéral            | 6 038          | 33,1 % | -    |
|                                                                                               | Mario Laframboise | Coalition avenir   | 3 905          | 21,4 % | -    |
|                                                                                               | Claude Sabourin   | Vert               | 549            | 3 %    | -    |
|                                                                                               | Yvan Zanetti      | Québec solidaire   | 500            | 2,7 %  | -    |
|                                                                                               | Patrick Sabourin  | Option nationale   | 238            | 1,3 %  | -    |
|                                                                                               | Jean Lecavalier   | Conservateur       | 189            | 1 %    | -    |
|                                                                                               | Georges Lapointe  | Indépendant        | 152            | 0,8 %  | -    |
|                                                                                               | Gérald Nicolas    | Équipe autonomiste | 26             | 0,1 %  | -    |
| Total                                                                                         | Total             | Total              | 18 228         | 100 %  |      |
| Le taux de participation lors de l'élection était de 42,5 % et 225 bulletins ont été rejetés. |                   |                    |                |        |      |

|                                                                                               | Nom                      | Parti               | Nombre de voix | %      | Maj.  |
| --------------------------------------------------------------------------------------------- | ------------------------ | ------------------- | -------------- | ------ | ----- |
|                                                                                               | David Whissell (sortant) | Libéral             | 10 843         | 49,6 % | 3 490 |
|                                                                                               | John Saywell             | Parti québécois     | 7 353          | 33,6 % | -     |
|                                                                                               | Michael Perzow           | Action démocratique | 2 457          | 11,2 % | -     |
|                                                                                               | Claude Sabourin          | Vert                | 760            | 3,5 %  | -     |
|                                                                                               | Loïc Kauffeisen          | Québec solidaire    | 456            | 2,1 %  | -     |
| Total                                                                                         | Total                    | Total               | 21 869         | 100 %  |       |
| Le taux de participation lors de l'élection était de 54,2 % et 346 bulletins ont été rejetés. |                          |                     |                |        |       |

|                                                                                               | Nom                      | Parti               | Nombre de voix | %      | Maj.  |
| --------------------------------------------------------------------------------------------- | ------------------------ | ------------------- | -------------- | ------ | ----- |
|                                                                                               | David Whissell (sortant) | Libéral             | 10 025         | 37,6 % | 2 119 |
|                                                                                               | Georges Lapointe         | Action démocratique | 7 906          | 29,6 % | -     |
|                                                                                               | John Saywell             | Parti québécois     | 6 891          | 25,8 % | -     |
|                                                                                               | Claude Sabourin          | Vert                | 1 244          | 4,7 %  | -     |
|                                                                                               | Guy Dufresne             | Québec solidaire    | 600            | 2,3 %  | -     |
| Total                                                                                         | Total                    | Total               | 26 666         | 100 %  |       |
| Le taux de participation lors de l'élection était de 68,5 % et 248 bulletins ont été rejetés. |                          |                     |                |        |       |

|                                                                                               | Nom                      | Parti               | Nombre de voix | %      | Maj.  |
| --------------------------------------------------------------------------------------------- | ------------------------ | ------------------- | -------------- | ------ | ----- |
|                                                                                               | David Whissell (sortant) | Libéral             | 12 645         | 53,3 % | 6 739 |
|                                                                                               | Georges Lapointe         | Parti québécois     | 5 906          | 24,9 % | -     |
|                                                                                               | Sylvain Demers           | Action démocratique | 4 372          | 18,4 % | -     |
|                                                                                               | Claude Sabourin          | Vert                | 496            | 2,1 %  | -     |
|                                                                                               | Yannick Charpentier      | Bloc pot            | 292            | 1,2 %  | -     |
| Total                                                                                         | Total                    | Total               | 23 711         | 100 %  |       |
| Le taux de participation lors de l'élection était de 66,5 % et 280 bulletins ont été rejetés. |                          |                     |                |        |       |

|                                                                                               | Nom                      | Parti                 | Nombre de voix | %      | Maj. |
| --------------------------------------------------------------------------------------------- | ------------------------ | --------------------- | -------------- | ------ | ---- |
|                                                                                               | David Whissell (sortant) | Libéral               | 16 684         | 42,5 % | 148  |
|                                                                                               | Denise Beaudoin          | Parti québécois       | 16 536         | 42,1 % | -    |
|                                                                                               | Luc Boucher              | Action démocratique   | 5 058          | 12,9 % | -    |
|                                                                                               | Pierre Audette           | Bloc pot              | 478            | 1,2 %  | -    |
|                                                                                               | Gilles Bisson            | Indépendant           | 271            | 0,7 %  | -    |
|                                                                                               | Marie-Thérèse Nault      | Loi naturelle         | 132            | 0,3 %  | -    |
|                                                                                               | Michel Lecompte          | Démocratie socialiste | 128            | 0,3 %  | -    |
| Total                                                                                         | Total                    | Total                 | 39 287         | 100 %  |      |
| Le taux de participation lors de l'élection était de 78,3 % et 427 bulletins ont été rejetés. |                          |                       |                |        |      |

## Référendums
|  | Référendum                     | % du OUI | % du NON | Taux de participation |
|  | Référendum de 1980             | 30,78 %  | 69,22 %  | 85,44 %               |
|  | Accord de Charlottetown (1992) | 43,78 %  | 56,22 %  | 82,65 %               |
|  | Référendum de 1995             | 49,69 %  | 50,31 %  | 93,60 %               |